# 2e régiment de hussards (royaume de Hollande)
Pour les articles homonymes, voir 2e régiment.
Le 2e régiment de hussards est un régiment de cavalerie du Royaume de Hollande, créé  en 1795 par la République batave et devenu en 1810 le 11e régiment de hussards français.

## Création et différentes dénominations
- 1795 : formation du régiment de hussards au sein de la République batave
- 1806 : devient 2e régiment de hussards du Royaume de Hollande
- 1810 : devient 11e régiment de hussards français

## Historique des combats et batailles

### Régiment batave

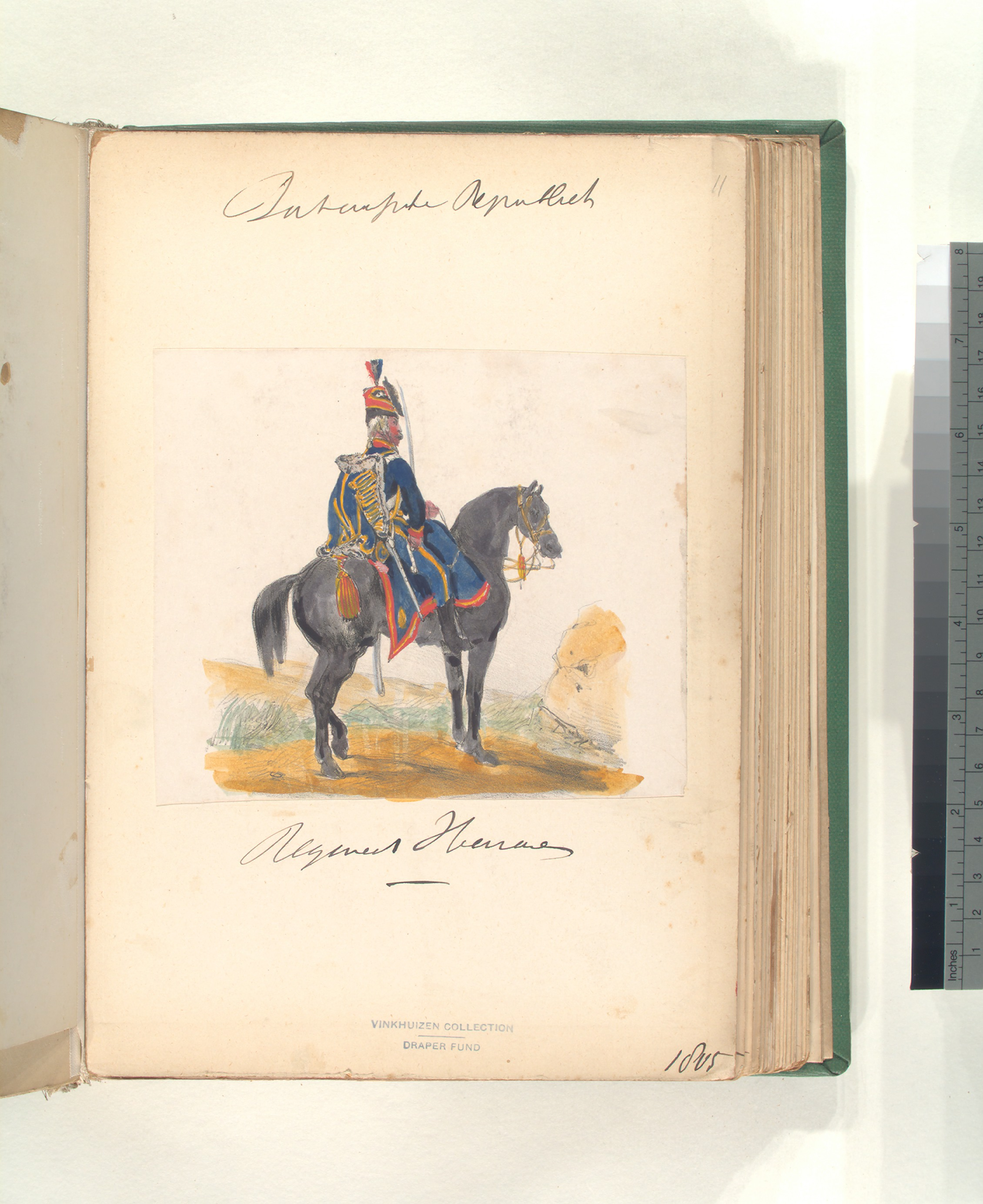
Hussard batave, 1805.

Le régiment de hussards est créé le 8 juillet 1795 dans l'armée de la République batave. Rattaché à la division batave combattant au sein des armées françaises, il participe lors de la guerre de la première coalition à la campagne d'Allemagne de 1796 (deux escadrons) et à l'expédition d'Irlande en 1797 (deux escadrons). Pendant l'hiver 1800-1801, lors de la guerre de la deuxième coalition, deux escadrons participent aux opérations de l'armée gallo-batave du général Augereau. En 1803, deux escadrons sont engagés dans l'invasion du Hanovre (en).
En août, deux escadrons font partie de la division batave de l'armée du général Marmont engagée en Allemagne.

### Régiment hollandais
Le 7 septembre 1806, le régiment de hussards prend le numéro 2. Deux escadrons font partie du VIIIe corps de l'armée du Nord (général Mortier) en octobre 1806. Rattaché en 1807 à la 2e brigade de la 2e division hollandaise du VIIIe corps, le régiment combat au siège de Stralsund.
Le régiment devient 11e régiment de hussards français le 18 août 1810 après l'annexion du Royaume de Hollande par le Premier Empire de Napoléon Ier.

## Uniformes
Le régiment de hussards porte à l'origine un uniforme avec un dolman et une culotte bleu, un col et des revers de manche rouge, des boutons et lacets jaunes et une ceinture de tissu rouge et blanc. La coiffure est un shako.
Après 1806, il porte un shako avec un numéro 2 en cuivre à l'avant, surmonté d'une cocarde et d'une plume noire. Le dolman et la culotte sont bleu clair, avec boutons et lacets jaunes. La ceinture est blanche, les guêtres rouges et blanches. Les hussards ont également un dolman blanc à fourrure noire.